# Нельсон Анжело Піке
Нельсон Анжело Піке (порт. Nelson Angelo Tasma Piquet Souto Maior, також відомий як Нельсіньо Піке або Нельсон Піке (молодший), *25 липня 1985 року, Гайдельберг, Німеччина) — бразильський автогонщик, пілот Формули-1, син триразового чемпіона світу з автоперегонів у класі Формула-1 Нельсона Піке.

## Повна таблиця результатів
Жирним шрифтом позначені етапи, на яких гонщик стартував з поулу.
Курсивом позначені етапи, на яких гонщик мав найшвидше коло.
| Рік  | Команда             | Шасі        | Двигун              | 1        | 2      | 3        | 4        | 5      | 6        | 7        | 8      | 9        | 10     | 11    | 12     | 13       | 14     | 15       | 16    | 17    | 18       | Місце в чемпіонаті | Очки в чемпіонаті |
| ---- | ------------------- | ----------- | ------------------- | -------- | ------ | -------- | -------- | ------ | -------- | -------- | ------ | -------- | ------ | ----- | ------ | -------- | ------ | -------- | ----- | ----- | -------- | ------------------ | ----------------- |
| 2008 | ING Renault F1 Team | Renault R28 | Renault RS27 2.4 V8 | AUS Схід | MAL 11 | BHR Схід | ESP Схід | TUR 15 | MON Схід | CAN Схід | FRA 7  | GBR Схід | GER 2  | HUN 6 | EUR 11 | BEL Схід | ITA 10 | SIN Схід | JPN 4 | CHN 8 | BRA Схід | 12                 | 19                |
| 2009 | ING Renault F1 Team | Renault R29 | Renault RS27 2.4 V8 | AUS Схід | MAL 13 | CHN 16   | BHR 10   | ESP 12 | MON Схід | TUR 16   | GBR 12 | GER 13   | HUN 12 | EUR   | BEL    | ITA      | SIN    | JPN      | BRA   | ABU   |          | 21                 | 0                 |